# Lam, Lữ Lương
Lam (chữ Hán giản thể: 岚县, âm Hán Việt: Lam huyện) là một huyện thuộc địa cấp thị Lữ Lương, tỉnh Sơn Tây, Cộng hòa Nhân dân Trung Hoa. Huyện Lam có diện tích 1509 km², dân số năm 2002 là 170.000 người. Huyện Lam có 4 trấn và 16 hương. 
- Trấn: Đông Thôn, Giới Hà Khẩu, Lam Thành, Phổ Minh.
- Hương: Đôn Hậu, Vương Sư, Hợp Hội, Đại Xà Đầu, Lương Gia Trang, Cổ Thành, Lan Gia Xá, Thượng Tỉnh, Tất Gia Pha, Đông Thổ Dục, Lương Sấn Hội, Du Loan, Hà Khẩu, Kỳ Gia Trang, Thượng Minh, Trương Gia Loan.